# Andrena flavitarsis
Andrena flavitarsis är en biart som beskrevs av Morawitz 1876. Andrena flavitarsis ingår i släktet sandbin, och familjen grävbin. Inga underarter finns listade i Catalogue of Life.